# Lisa Thomsen
Lisa Thomsen (Aquisgrana, 20 agosto 1985) è un'ex pallavolista tedesca, di ruolo libero.

## Carriera
La carriera di Lisa Thomsen inizia nelle giovanili del Marl, per poi passare in quelle del Sinsheim; l'esordio tra i professionisti avviene nella stagione 2003-04 quando con il Bayer Leverkusen debutta il 1. Bundesliga: resta legata al club per tre annate per poi passare, nella stagione 2006-07, al Münster, dove resta per altri tre campionati; nel 2009 ottiene le prime convocazioni nella nazionale tedesca.
Nella stagione 2009-10 viene ingaggiata dallo Schweriner, con cui, in quattro stagioni di permanenza, vince tre scudetti e due Coppe di Germania; con la nazionale vince la medaglia d'argento al campionato europeo nell'edizione 2011 e in quello 2013, oltre alla medaglia d'oro all'European League 2013.
Nell'annata 2013-14 si trasferisce nel campionato azero con l'Azəryol, mentre con la nazionale vince la medaglia d'argento all'European League 2014: nella stagione successiva resta ancora in Azerbaigian ma con la Lokomotiv Baku.
Ritorna in patria nel campionato 2015-16, ingaggiata poco dopo l'inizio della stagione dal MTV Stoccarda. Dopo aver giocato nel campionato seguente in serie cadetta col Gladbeck, fa ritorno al Münster, in massima divisione: al termine del campionato 2018-19 si ritira dall'attività agonistica.

## Palmarès

### Club
- Campionato tedesco: 3

2010-11, 2011-12, 2012-13
- Coppa di Germania: 2

2011-12, 2012-13

### Nazionale (competizioni minori)
- European League 2013
- European League 2014